# 봉쇄 정책

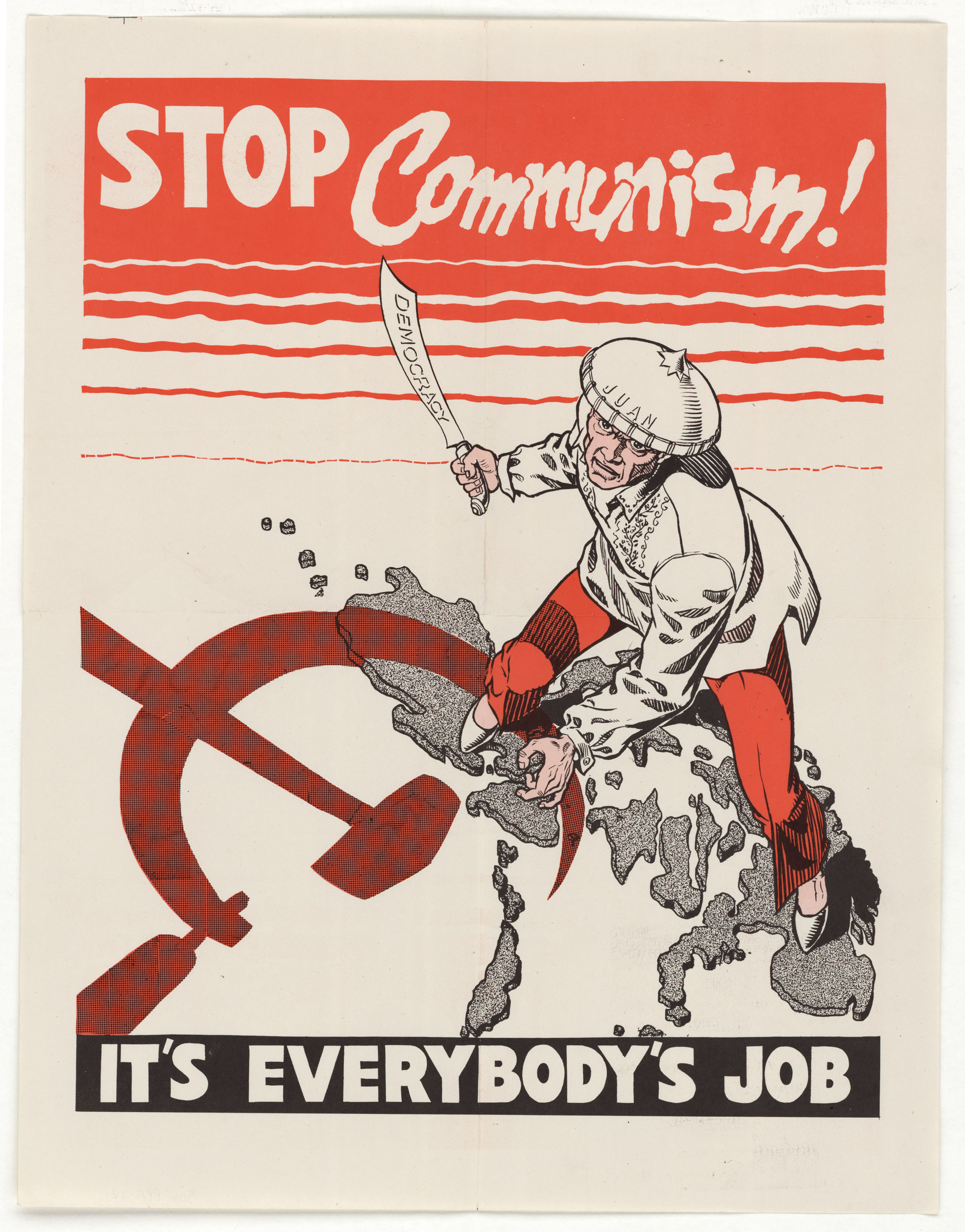

봉쇄 정책(封鎖政策, 영어: containment)은 냉전 정책의 하나로서, 공산주의의 확장을 적극적으로 봉쇄하는 것을 말한다.
미국은 2차대전이후 소련과 중국의 사회주의가 팽창하지 못하도록 묶어두는 이른바 '봉쇄전략'(containment strategy)을 채택했다. 국제정치학의 대부격인 미국 국무부 외교관 조지 캐넌이 1947년에 창안했다.
봉쇄정책은 조지 케넌이 ‘X’라는 필명으로 포린 어페어스 1947년 7월호에 기고한 논문에서 첫선을 보였다. 케넌은 "공산주의는 내부의 부패로 붕괴할 것이다"라며 공산주의 확산을 억제할 필요는 있으나 공산주의의 붕괴나 변화를 시도할 필요는 없다고 주장했다.
봉쇄정책은 억지전략(deterrence policy)과 함께 냉전시대 미국 대외정책의 기조로 자리 잡았으며, 소련이 붕괴할 때까지 바뀌지 않았다.

## 같이 보기
- 역코스
- 롤백 (전술)
- 데탕트